# ریدروود، واشینگتن
ریدروود (به انگلیسی: Ryderwood) یک منطقهٔ مسکونی در ایالات متحده آمریکا است که در واشینگتن واقع شده‌است. ریدروود ۰٫۴۲ کیلومتر مربع مساحت و ۳۹۵ نفر جمعیت دارد و ۸۱ متر بالاتر از سطح دریا واقع شده‌است.